# Club Deportivo Unión Comercio
Maillots
Actualités
Dernière mise à jour : 9 novembre 2023.
Le Club Deportivo Unión Comercio  est un club péruvien de football basé à Nueva Cajamarca (es), dans la région de San Martín.

## Histoire
Fondé en 2002, l'Unión Comercio accède en 1re division en 2011 à la faveur de sa victoire l'année précédente sur l'Alianza Porvenir Unicachi en finale de la Copa Perú (2-0 et 2-4).
Le club réussit, lors de sa première saison au sein de l'élite, à se qualifier à la Copa Sudamericana 2012, son premier tournoi international. Bis repetita, trois ans plus tard, en participant à la Copa Sudamericana 2015 en tant que 4e du championnat 2014.
L'Unión Comercio a pu se maintenir en 1re division depuis son accession en 2011 et a souvent dû batailler pour le maintien, à l'instar de la saison 2013 lorsqu'il joua un barrage face au Pacífico FC. Seule une victoire étriquée (1-0) à l'issue dudit barrage lui permit de sauver sa place en D1. 
L'année 2019 s'avère également très mouvementée pour le club. En effet, victime d'une pénalité de quatre points infligée par la Fédération péruvienne de football (FPF), doublée d'une défaite sur tapis vert – alors qu'il avait gagné sur le terrain face à l'Universidad San Martín de Porres – l'Unión Comercio se retrouve officiellement relégué à une journée de la fin du championnat avant que la FPF ne se ravise et lui restitue les quatre points retirés initialement. Néanmoins, une défaite 2-3 à domicile lors de la dernière journée devant l'Alianza Lima précipite la chute du club en 2e division après neuf saisons d'affilée évoluant au sein de l'élite. Non content des conditions de sa relégation, le club proteste auprès du Tribunal arbitral du sport (TAS) afin qu'on lui restitue les trois points de sa victoire sur l'Universidad San Martín. Néanmoins, le 6 juillet 2020, le TAS se prononce contre l'appel de l'Unión Comercio, obligé d'évoluer en D2 à partir de 2020.
Après trois saisons en 2e division, le club remonte en D1 à partir de 2023 à la faveur de sa victoire sur l'Ayacucho FC en match de barrage de promotion-relégation (3-0 puis 1-2). Son retour en 1re division s'avère très compliqué, l'Unión Comercio changeant d'entraîneur à cinq reprises en 2023 (Jesús Oropesa, Raymundo Paz, Jaime de La Pava, Daniel Farías (en) et Marcelo Vivas (en)).

## Résultats sportifs

### Palmarès
| Compétitions nationales                                                                   | Compétitions régionales                                      |
| - Championnat du Pérou D2 : - Vice-champion : 2022. - Copa Perú (1) : - Vainqueur : 2010. | - Ligue de la région de San Martín (1) : - Vainqueur : 2010. |

### Bilan et records
| - Saisons au sein du championnat du Pérou : 11 (2011-2019 / 2023-). - Saisons au sein du championnat du Pérou D2 : 3 (2020-2022). - Plus large victoire obtenue en compétition officielle : - Unión Comercio 8:0 Santa Rosa de Cátac (Copa Perú 2010). - Plus large défaite concédée en compétition officielle : - León de Huánuco 7:1 Unión Comercio (championnat 2012). | - Copa Libertadores : 0 participations. - Copa Sudamericana : 2 participations en 2012 et 2015. - Plus large victoire obtenue en compétition officielle : aucune. - Plus large défaite concédée en compétition officielle : - Envigado FC 2:0 Unión Comercio (Copa Sudamericana 2012). - Rionegro Águilas 2:0 Unión Comercio (Copa Sudamericana 2015). |

## Personnalités historiques de l'Unión Comercio

### Joueurs

#### Anciens joueurs
| - Cristian Bogado - Horacio Calcaterra - Juan Flores - Reimond Manco - Willyan Mimbela | - Lionard Pajoy (en) - Víctor Rossel - Alexander Sánchez - Miguel Trauco - Johnny Vegas |

#### Équipe actuelle (2023)
Source consultée : Fútbolperuano.com

| N° | Nat.                   | Poste | Nom du joueur    |
| -- | ---------------------- | ----- | ---------------- |
|    | Drapeau du Pérou       | G     | Salomón Libman   |
|    | Drapeau du Pérou       | G     | Willy Díaz       |
|    | Drapeau du Pérou       | D     | Félix Uculmana   |
|    | Drapeau du Pérou       | D     | Jhon Álvarez     |
|    | Drapeau du Pérou       | D     | Hervé Kambou     |
|    | Drapeau du Pérou       | D     | Maelo Reátegui   |
|    | Drapeau du Pérou       | D     | Pedro García     |
|    | Drapeau de la Colombie | D     | Nicolás Palacios |
|    | Drapeau du Pérou       | D     | Jesús Arismendi  |
|    | Drapeau du Pérou       | M     | Kelvin Sánchez   |
|    | Drapeau du Pérou       | M     | Vieri Pérez      |
|    | Drapeau du Pérou       | M     | Cristhian Vargas |
|    | Drapeau du Pérou       | M     | Yorkman Tello    |
|    | Drapeau du Pérou       | M     | Joazhiño Arroé   |

| No. | Nat.                   | Position | Nom du joueur   |
| --- | ---------------------- | -------- | --------------- |
|     | Drapeau du Pérou       | M        | Cristian Neira  |
|     | Drapeau de la Colombie | M        | Óscar Barreto   |
|     | Drapeau du Pérou       | M        | Javier Trauco   |
|     | Drapeau du Pérou       | M        | Paulo Goyoneche |
|     | Drapeau du Pérou       | M        | Diego Cossío    |
|     | Drapeau du Pérou       | A        | Gino Guerrero   |
|     | Drapeau du Pérou       | A        | Osama Jiménez   |
|     | Drapeau du Pérou       | A        | Miguel Carranza |
|     | Drapeau de la Colombie | A        | Jesús Arrieta   |
|     | Drapeau de l'Équateur  | A        | Marlon de Jesús |
|     | Drapeau du Pérou       | A        | Josué Rodríguez |
|     | Drapeau du Pérou       | A        | Jorge Jiménez   |
|     | Drapeau du Venezuela   | A        | Antonio Romero  |

### Entraîneurs

#### Entraîneurs marquants
Leonardo Morales, vainqueur de la Copa Perú en 2010, est le seul entraîneur à avoir remporté un titre avec l'Unión Comercio. Dix ans après sa première expérience à la tête du club, il reprend les rênes de l'équipe en 2020.
Jesús Oropesa est vice-champion de 2e division en 2022.

#### Liste des entraîneurs
| - Leonardo Morales (2010) - Hernán Lisi (en) (2011) - Julio César Uribe (2011-2012) - Mario Viera (en) (2012) - Fernando Nogara (2012-2013) - Johano Bermúdez (intérim) (2013) - Édgar Ospina (en) (2013) - Javier Arce Arias (2013) - Agustín Castillo (2014) - Walter Aristizábal (es) (2014-2015) - Raymundo Paz (intérim) (2015) | - Walter Aristizábal (es) (2015-2016) - Julio César Uribe (2017) - Franco Mendoza Breña (intérim) (2017) - Miguel Augusto Prince (en) (2017) - Gerardo Carrillo (intérim) (2017) - Carlos Socarrás (2017) - Javier Arce Arias (2017) - Walter Aristizábal (es) (2018) - Rafael Castillo Lazón (2018) - Marcelo Vivas (en) (2018-2019) - Alfredo Bernal / Ítalo Manso (intérim) (2019) | - Diego Barragán (2019) - Walter Aristizábal (es) (2019) - Leonardo Morales (2020) - Ricardo León Parra (2021) - Carlos Cortijo (2021) - Jesús Oropesa (2022-2023) - Raymundo Paz (intérim) (2023) - Jaime de La Pava (2023) - Raymundo Paz (intérim) (2023) - Daniel Farías (en) (2023) - Marcelo Vivas (en) (2023-) |